# Gemarkung Horbach (Landkreis Kulmbach)
Die Gemarkung Horbach ist eine Gemarkung im Landkreis Kulmbach, die vollständig auf dem Gemeindegebiet des Marktes Grafengehaig liegt.
Die Gemarkung hat eine Fläche von 2,157 km². Sie ist in 213 Flurstücke aufgeteilt, die eine durchschnittliche Flurstücksfläche von 10124,42 m² haben. In ihr liegen die Gemeindeteile Horbach, Mesethmühle, Vollaufmühle, Vordererb und Weißenstein.
Die Nachbargemarkungen sind:
| - Gemarkung Eppenreuth - Gemarkung Grünlas - Gemarkung Hohenberg | - Gemarkung Rappetenreuth - Gemarkung Schlockenau - Gemarkung Walberngrün |